# 가와카미촌 (가나가와현)
가와카미촌(일본어: 川上村)은 1889년 4월 1일부터 1939년 4월 1일까지 존재했던 일본 가나가와현 가마쿠라군의 촌이다.

## 역사

### 연혁
- 1889년 4월 1일 - 정촌제 시행에 의해 가미카시오촌, 시모카시오촌, 마에야마타촌, 우시로야마타촌, 시나노촌, 마이오카촌, 히라도촌과 합병되어 성립하였다.
- 1939년 4월 1일 - 요코하마시에 편입. 동일 가와카미촌은 폐지하였고.같은 날에 설치된 도쓰카구의 일부가 되었다.

## 교통

### 철도노선
도카이도 본선(요코스카선, 쇼난신주쿠선만 정차) 히가시토쓰카역, 요코하마시영 지하철 블루라인 마이오카역은 당시에는 미개통이었다. 

### 도로
- 도카이도 (현 국도 제1호선)

## 참고 문헌
- 角川日本地名大辞典編纂委員会,『角川日本地名大辞典 神奈川県』1984, 角川書店